# 1708
1708 (MDCCVIII) a fost un an bisect al calendarului gregorian, care a început într-o zi de sâmbătă.

## Evenimente
- 11 iulie: Bătălia de la Oudenaarde: Armata franceză a Ducelui de Vendôme a fost învinsă de armata imperială condusă de Prințul Eugen de Savoia și de către armata britanică condusă de Ducele de Marlborough.

### Nedatate
- Ehrenfried Walther von Tschirnhaus și Johann Friedrich Böttger descoperă un nou proces tehnologic de fabricare a porțelanului.

## Nașteri
- 23 februarie: Carl I Ludwig Frederick, Duce de Mecklenburg-Strelitz, tatăl reginei Charlotte a Marii Britanii (d. 1752)

## Decese
- 18 ianuarie: Mihály Ács (tatăl) (Aachs sau Aács), 77 ani, scriitor eclesiastic maghiar (n. 1646)
- 24 ianuarie: Frederic al II-lea, Landgraf de Hesse-Homburg, 74 ani (n. 1633)
- 10 octombrie: David Gregory, 48 ani, matematician și astronom scoțian (n. 1659)
- 11 octombrie: Ehrenfried Walther von Tschirnhaus, 57 ani, matematician, fizician, medic și filosof german, considerat inventatorul porțelanului european (n. 1651)
- 28 decembrie: Joseph Pitton de Tournefort, 52 ani, botanist francez (n. 1656)